# Clonnex
塞韋林·米羅斯拉沃維奇·納科内奇尼（羅馬化：Severyn Myroslavovych Nakonechnyi；2002年4月23日—），藝名Clonnex，乌克兰饒舌歌手、音訊工程師。成名於Tiktok。